# Qoqfin
Qoqfin (tiếng Ả Rập: قوقفين) là một ngôi làng Syria nằm ở Kafr Nabl Nahiyah ở huyện Maarrat al-Nu'man, Idlib. Theo Cục Thống kê Trung ương Syria (CBS), Qoqfin có dân số là 312 trong cuộc điều tra dân số năm 2004.